# نيسان أفينير
نيسان أفينير هي سيارة ستيشن واغن من صناعة نيسان موتورز أنتجت في 1990 وتوقف إنتاجها في 2005.

## معرض صور

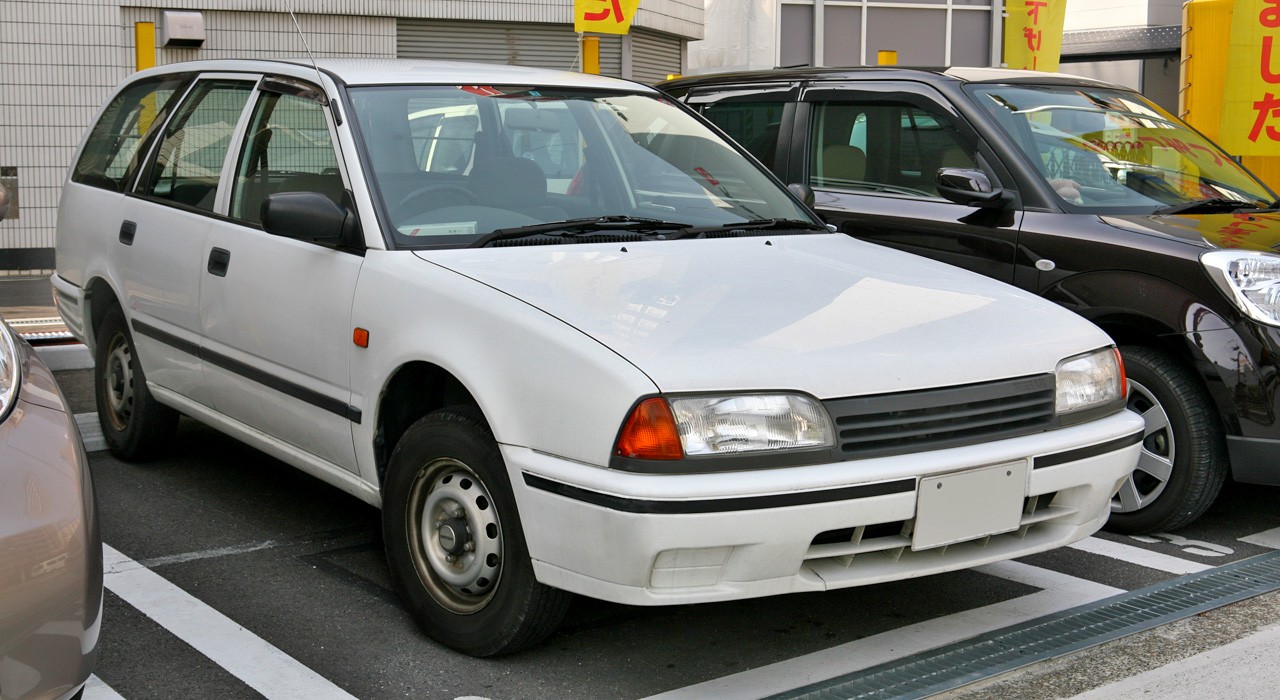
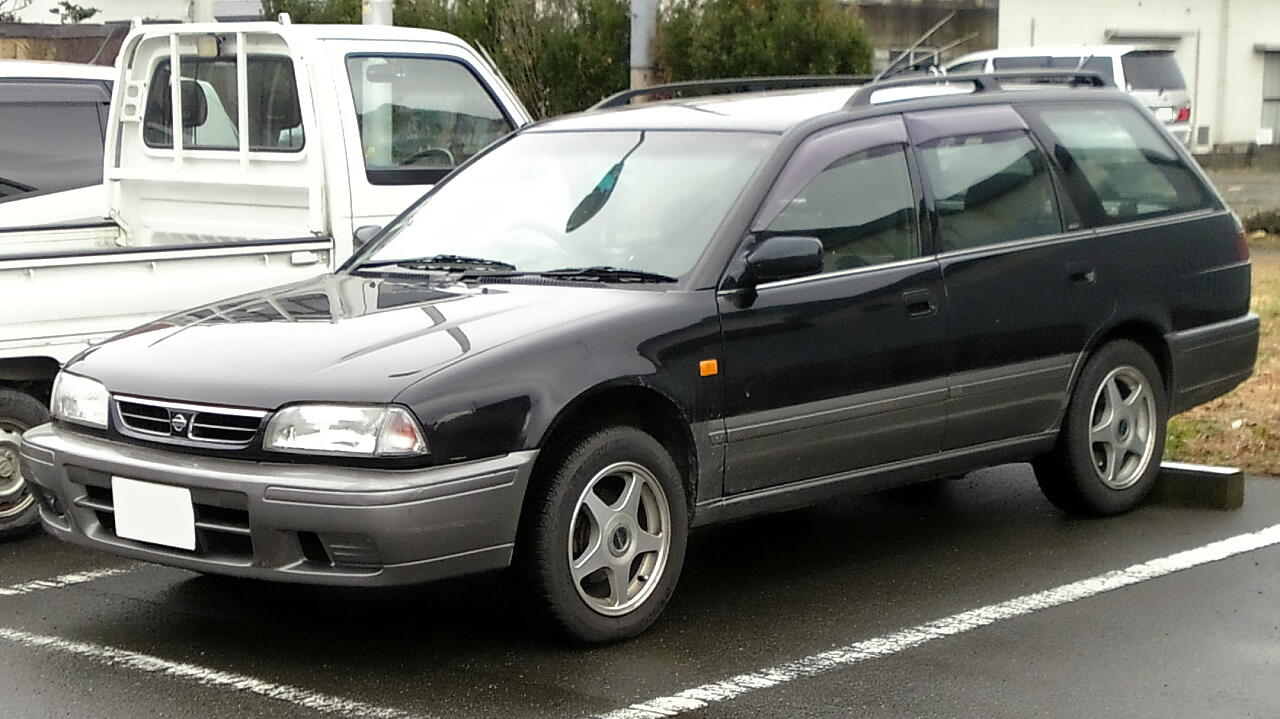
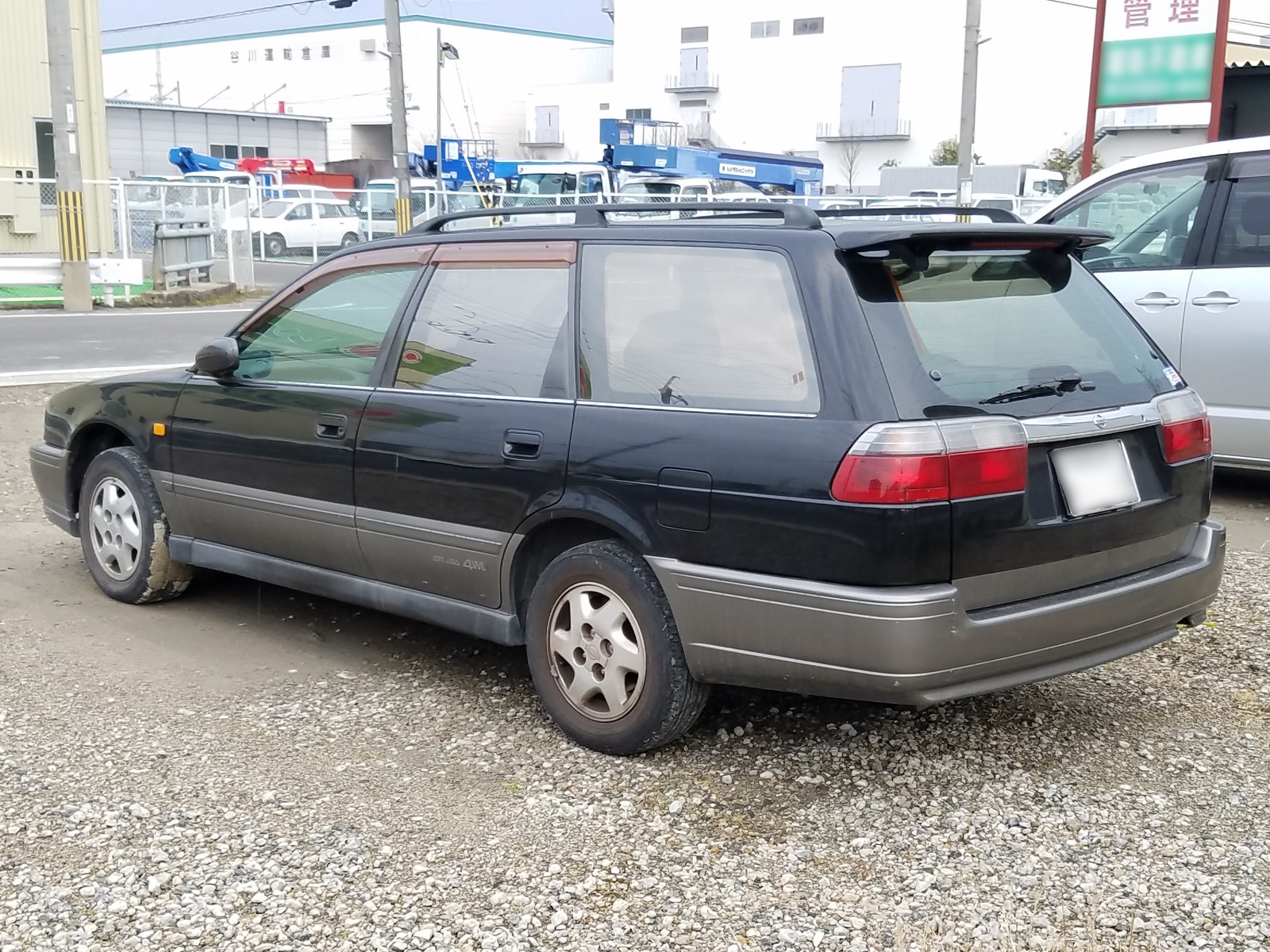